# Gimenells i el Pla de la Font
Gimenells i el Pla de la Font è un comune spagnolo di 1 066 abitanti situato nella comunità autonoma della Catalogna, nella provincia di Lleida.

Il comune venne creato nel 1996 come distaccamento dal comune di Alpicat.

## Storia
Stemma
Lo stemma è stato adottato il 2 agosto 1996.
Bandiera
La bandiera è stata adottata l'8 ottobre 1998.